# Златитрап
Злати́трап (болг. Златитрап) — село в Пловдивській області Болгарії. Входить до складу общини Родопи.

## Населення
За даними перепису населення 2011 року у селі проживали 1318 осіб.
Національний склад населення села:
| Національність   | Кількість осіб | Відсоток |
| ---------------- | -------------- | -------- |
| болгари          | 821            | 98,3%    |
| цигани           | 4              | 0,5%     |
| турки            | 0              | 0%       |
| інша             | 6              | 0,7%     |
| не визначились   | 4              | 0,5%     |
| Всього відповіли | 835            |          |

Розподіл населення за віком у 2011 році:
Динаміка населення: